# János Graf Esterházy de Galántha
János Graf Esterházy de Galántha (Ering, 21 maggio 1951) è un nobile, avvocato e dirigente d'azienda tedesco.

## Biografia
János Graf Esterházy de Galántha è nato a Ering il 21 maggio 1951.
Ha frequentato il Jesuit College St. Blasien e ha studiato presso la scuola di management internazionale della Golden Gate University a San Francisco, la scuola di legge dell'Università della Virginia e la Facoltà di legge dell'Università Ludwig Maximilian di Monaco. Terminati gli studi è stato ammesso all'esercizio della professione forense.
Dal 1994 al 2003 è stato membro del consiglio di amministrazione della Camera di Commercio Tedesco-Americana (AmCham Germany) ed è membro fondatore del Carl Friedrich von Weizsäcker-Gesellschaft in Svizzera. Dal 1985 al 2011 ha lavorato in una multinazionale americana ricoprendo diverse funzioni direttive. Dal 2012 è associato in uno studio internazionale specializzato in consulenza legale con uffici in Germania e Svizzera.
È stato ammesso nel Sovrano Militare Ordine di Malta nel 1983 ed è diventato cavaliere in obbedienza nel 2014. Ha prestato servizio nel Corpo di Primo soccorso dell'Associazione Tedesca (Malteser Hilfsdienst - MHD) dal 1997 al 2000 e nella Camera dei Conti dal 2009 al 2011. È stato Segretario Generale del Comun Tesoro dal 2011 al 2014 e Commissario dell'Associazione Italiana dal 2011 al 2014.
Il Capitolo Generale del 30 e 31 maggio 2014 lo ha eletto alla carica di Ricevitore del Comun Tesoro. Il Capitolo Generale del 1º e 2 maggio 2019 lo ha riconfermato per un altro quinquennio.
Il 3 settembre 2022 papa Francesco promulgò la nuova Carta Costituzionale ed il relativo Codice Melitense e decretò la revoca delle Alte Cariche e lo scioglimento del Sovrano Consiglio chiamando a succedergli Fabrizio Colonna di Paliano.
È sposato e ha due figli.